# American Secret Service
Pour plus de détails, voir Fiche technique et Distribution.
American Secret Service est une comédie policière italienne réalisée par Enzo Di Gianni et sortie en 1968.
Il s'agit d'un film de montage réalisé en combinant des morceaux de deux autres films : Parlez-moi d'amour (1961) de Giorgio Simonelli et La Violence du désir (1963) d'Enzo Di Gianni.

## Synopsis
L'élément commun aux deux épisodes du film est un conteur qui les présente. La première histoire concerne deux détectives américains maladroits qui viennent à Naples à la recherche d'une jeune et riche héritière (Dalida) qui se moque d'eux sous les traits d'une gitane.
Dans la seconde, un homme originaire de Calabre tente d'inciter un groupe de paysannes à se prostituer, mais deux policiers du FBI (Franco et Ciccio) sont également à ses trousses.

## Fiche technique
- Titre original italien : American Secret Service[1]
- Réalisateur : Enzo Di Gianni
- Scénario : Enzo Di Gianni
- Photographie : Angelo Baistrocchi, Alvaro Mancori
- Musique : Franco Pisano, Carlo Savina
- Société de production : Di Gianni Cinematografica
- Pays de production :  Italie
- Langue originale : italien
- Format : Couleurs - Son mono - 35 mm
- Durée : 90 minutes
- Genre : Film de montage d'une comédie policière
- Dates de sortie :
  - Italie : 4 mai 1968

## Distribution
- Mario Carotenuto : un travesti
- Dalida : héritière
- Franco Franchi : policier
- Ciccio Ingrassia : policier
- Carlo Giuffré : un passant
- Jenny Lewis : une chanteuse
- Jacques Sernas : un soldat